# 新克里沃圖利
48°47′37″N 24°54′14″E / 48.79361°N 24.90389°E
新克里沃圖利（烏克蘭語：Нові Кривотули），是烏克蘭西部的村莊，隸屬伊萬諾-弗蘭科夫斯克州的伊萬諾-弗蘭科夫斯克區。該村始建於1736年，面積8.15平方公里，2001年人口1,008，人口密度每平方公里123.7人。